# Richard Bing
Richard John Bing (ur. 12 października 1909 w Norymberdze, zm. 8 listopada 2010 w La Cañadzie) – amerykański lekarz żydowsko-niemieckiego pochodzenia.

## Życiorys
Urodził się 12 października 1909 w niemieckiej Norymberdze jako syn handlarza chmielem i śpiewaczki specjalizującej się w kompozycjach Jana Sebastiana Bacha, po której odziedziczył talent muzyczny. Uczył się gry na fortepianie i kompozycji muzycznej w norymberskim konserwatorium, jednak później zdecydował się zostać lekarzem, do czego zainspirowała go powieść Arrowsmith Sinclaira Lewisa. Studiował we Frankfurcie, Wiedniu i Berlinie, jednak ukończył studia na Uniwersytecie Ludwika i Maksymiliana w Monachium w 1934 i jeszcze w tym samym roku wyemigrował z rodziną, uciekając przed nazistami z powodu częściowo żydowskiego pochodzenia.
Uzyskawszy w 1935 dyplom także na Uniwersytecie Berneńskim, rozpoczął badania w Instytucie Biologii Carlsberga w Kopenhadze, gdzie zajmował się liniami komórkowymi. Tam spotkał Alexisa Carrela i Charlesa Lindbergha, którzy demonstrowali eksperymentalną pompę perfuzyjną stosowaną w badaniach in vitro narządów zwierzęcych. Dzięki ich pomocy uzyskał stypendium Fundacji Rockefellera i amerykańskie obywatelstwo i wyjechał do Rockefeller Institute w Nowym Jorku, gdzie pomagał w eksperymentach nad perfuzją w całych narządach. W 1936 przyjął posadę w Columbia University’s College of Physicians and Surgeons, gdzie kierownikiem oddziału chirurgii był Allen O. Whipple. Dwa lata później ożenił się z jego córką Mary (zm. 1990). Jego prace na oddziale fizjologii nad nerkowymi peptydami wazopresynowymi pozwoliły rozwinąć badania nad chorobami nerek wiązanymi z urazami spowodowanymi zmiażdżeniem.
W czasie II wojny światowej został lekarzem wojskowym (służył od 1943 do 1945). Po zdemobilizowaniu podjął pracę w szkole medycznej na Uniwersytecie Johnsa Hopkinsa w Baltimore, gdzie zainicjował badania nad metabolizmem serca, interesował się także przepływem krwi w sercu. To tam zbudował pierwsze laboratorium cewnikowania, diagnozujące wrodzone wady serca. Wraz z Helen Taussig najbardziej znany jest z opisania w 1949 sinicznej wady wrodzonej serca, znanej jako anomalia Taussig-Binga, chociaż jego stosunki zawodowe z Taussig były napięte i przez konflikt z nią odszedł później ze szpitala. W 1951, w czasie jednego z eksperymentów, przypadkowo umieścił cewnik w zatoce wieńcowej, odkrywając, że próbki krwi z tego naczynia mogą być użyteczne w badaniu metabolizmu miokardialnego i skuteczności leczenia.
W latach 50. objął kierownictwo laboratorium cewnikowania na Uniwersytecie Alabamy i został profesorem medycyny na Uniwersytecie Waszyngtona w St. Louis. W 1959 został dziekanem wydziału medycznego na Wayne State University w Detroit, gdzie z pomocą komputerów dostarczonych przez Ford Motor Company rozwijał wraz z fizykiem George’em W. Clarkiem z Massachusetts Institute of Technology zastosowanie emiterów pozytonów w badaniach serca, co przyczyniło się do stworzenia powszechnie stosowanej pozytonowej tomografii emisyjnej. W 1969 przeniósł się do Pasadeny, by kontynuować swoje badania w Huntington Medical Research Institutes, objął również profesurę na Uniwersytecie Południowej Kalifornii. Był pionierem wykorzystania kamer poklatkowych do badań naczyń wieńcowych. Prowadził również badania chemiczne serca pozawałowego i nad zastosowaniem tlenku azotu do pomiaru przepływu krwi. Na emeryturę przeszedł w wieku 98 lat.
Dożywotni przewodniczący International Society for Heart Research, które sam współzakładał, i założyciel jego pisma „Journal of Molecular & Cellular Cardiology”. Autor ponad 500 publikacji naukowych.
Pracując jako lekarz, hobbystycznie komponował; jego dziełem jest ok. 300 utworów (m.in. kwartety smyczkowe i sonaty na wiolonczelę), które wykonywane były na całym świecie. Przyjaźnił się z kompozytorem Carlem Orffem. W ostatnich latach życia napisał pięć powieści.
Zmarł 8 listopada 2010 w La Cañadzie.